# Hispano-Suiza H6
El Hispano-Suiza H6 es un automóvil de lujo que fue fabricado por la marca española Hispano-Suiza, mayoritariamente en Francia. Presentado en 1919 en el Salón del Automóvil de París, el H6 fue fabricado hasta 1933.

## Especificaciones
El H6 equipaba un motor de seis cilindros en línea de aluminio, con 6.597 centímetros cúbicos, inspirado en el diseño de Marc Birkigt para motores de aeronaves. Aparte del nuevo árbol de levas en cabeza (OHC), en esencia era el diseño V12 de Birkigt para aviación. El Hispano-Suiza H6B de 1922 era un poco más potente. En los H6C se utilizó un motor de 8,0 litros (7983 cc).
Una de las características más notables del H6 eran sus frenos; tenía tambores de aleación ligera en las cuatro ruedas y servofreno mecánico.
El H6 fue reemplazado en 1933 por el J12, que inicialmente utilizó un motor V12 de nueve litros y medio.

## Producción
Algunos de los primeros H6 se fabricaron en el complejo industrial de Hispano-Suiza ubicado en La Sagrera, Barcelona, pero la mayoría de estos autos se construyeron en la división francesa de Hispano-Suiza ubicada en el municipio de Bois-Colombes.
100 ejemplares del H6 fueron producidos por Škoda bajo licencia en Checoslovaquia desde 1926 hasta 1929. En los H6 checoslovacos la relación de compresión se limitó a 4,5:1 y la potencia del motor a 100 HP (75 kW) a 1800 rpm.
Contando todas las versiones del H6, fueron producidas 2350 unidades.

## Versiones especiales

### H6B de carreras
En 1922 se construyó una serie de cinco unidades del H6B de carreras, con distancias entre ejes más cortas y motores más potentes. Estos fueron denominados "Boulogne", para celebrar la triple victoria del H6 en la carrera de autos deportivos en Boulogne por los pilotos Dubonnet, Garnier y Boyriven en 1923. Woolf Barnato pilotó un Boulogne hasta alcanzar ocho récords internacionales, incluido un promedio de 92 mph (148 km/h) en 300 millas (480 km) en Brooklands, en 1924.

### H6A de seis ruedas

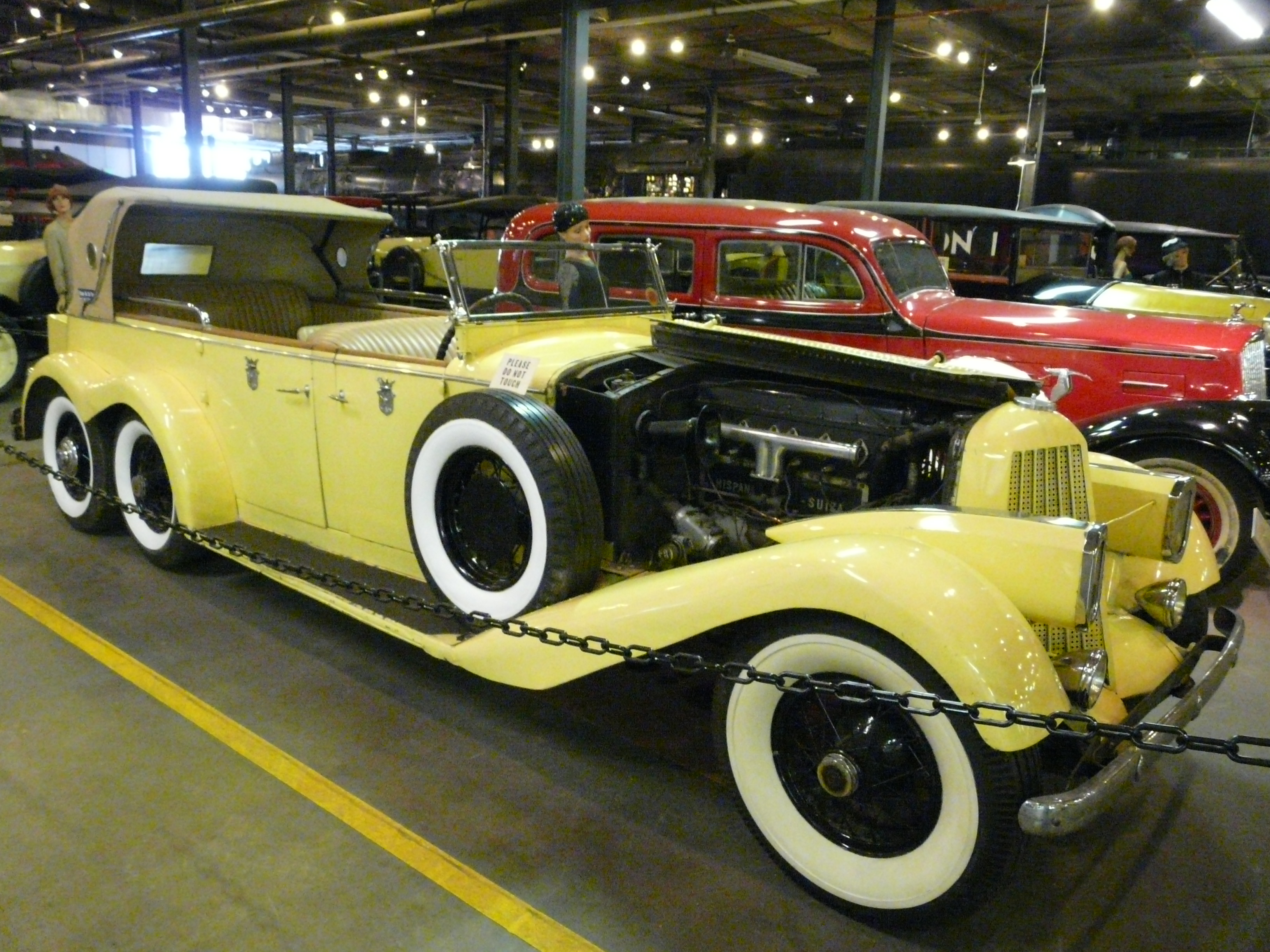
El Hispano-Suiza H6A de seis ruedas (1923).

El rey de Grecia Constantino I ordenó un Hispano-Suiza H6A de seis ruedas, pero después de su abdicación este auto único fue comprado por el director de cine D. W. Griffith por $35000.
La carrocería del H6A fue diseñada por Leon Rubay, y la fabricación del automóvil se realizó en Barcelona en 1923. El coche se encuentra en el Museo Forney en Denver (Colorado).

### H6C Dubonnet Boulogne Targa Florio Speedster

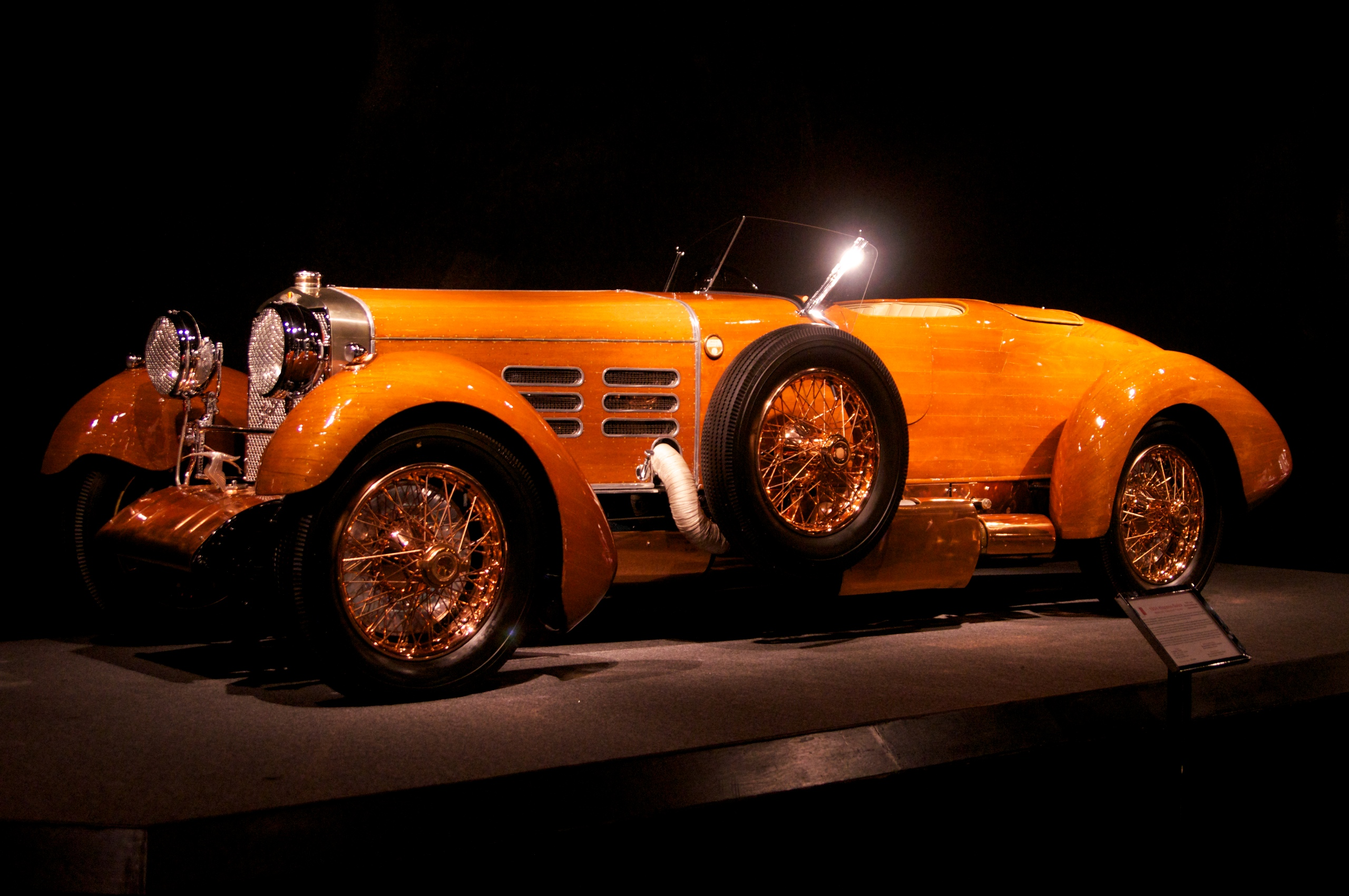
Hispano-Suiza H6C Dubonnet Boulogne Targa Florio Speedster (1924).

En 1924 André Dubonnet, un ingeniero y piloto francés de aviones y coches de carreras, compró un chasis de Hispano-Suiza para construir un automóvil ligero y aerodinámico, que fue llamado H6C Dubonnet Boulogne Targa Florio Speedster —también conocido como H6C Tulipwood Torpedo—.
El H6C Dubonnet Targa Florio Speedster es un ejemplar único que posee una carrocería hecha de madera de caoba fabricada con miles de remaches de aluminio, la cual fue diseñada por el ingeniero Henri Chasseriaux en la empresa Nieuport-Astra y solo pesa 72,5 kg. Las dimensiones del auto son 5537 mm de largo y 1791 mm de ancho, y pesa 1583 kg.
Mecánicamente, cuenta con un motor Hispano-Suiza de 6 cilindros en línea que desarrolla una potencia de 195 HP a 3000 rpm.
André Dubonnet compitió con este Hispano-Suiza en la Targa Florio de 1924, y quedó en la sexta posición.
El H6C Dubonnet Boulogne Targa Florio Speedster estuvo en exposición durante años en el Museo Blackhawk cerca de Danville, California.
En agosto de 2022, el H6C Tulipwood Torpedo fue subastado en California por RM Sotheby's, siendo vendido por 9 245 000 dólares.

### H6B Dubonnet Xenia

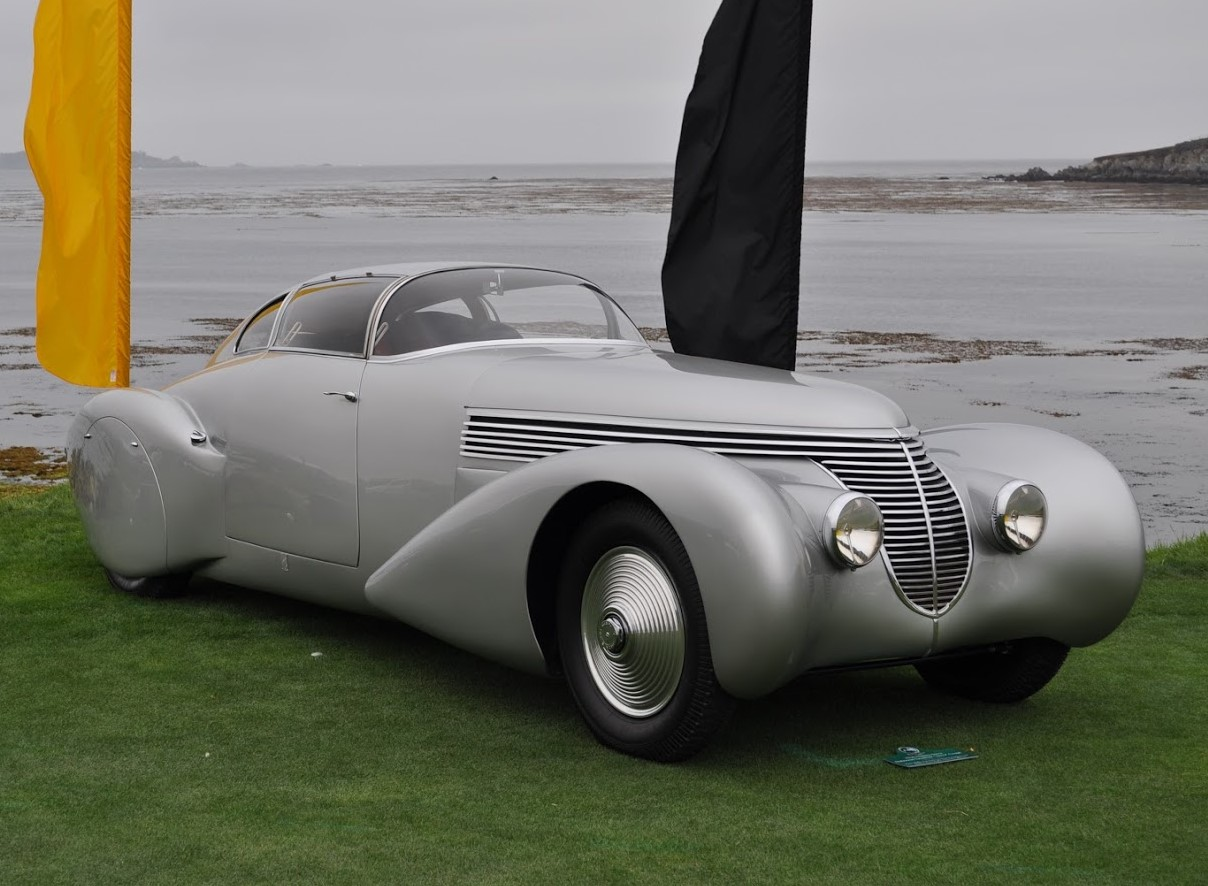
Hispano-Suiza H6B Dubonnet Xenia (1938).

En 1938, André Dubonnet ordenó la fabricación de un Hispano-Suiza H6B único, que fue llamado H6B Dubonnet Xenia (este último nombre en homenaje a su fallecida esposa), en el que se instaló el motor de 8.0 L y 160 HP del H6C y una suspensión personalizada. Este ejemplar único tiene una carrocería que fue diseñada por el carrocero Saoutchik, y sirvió como el automóvil personal de Dubonnet, además de servir también como una muestra de sus tecnologías automotrices e innovaciones aerodinámicas.
El Hispano-Suiza H6B Dubonnet Xenia era propiedad de Peter W. Mullin, y hasta 2024 (el año posterior su muerte), se exhibía en el Museo del Automóvil Mullin en Oxnard, California.
El superdeportivo Hispano-Suiza Carmen está inspirado en el H6B Dubonnet Xenia.